# ديلوس ر. أشلي
ديلوس ر. أشلي هو محامي وسياسي أمريكي، ولد في 19 فبراير 1828 في إقليم أركنساس ‏ في الولايات المتحدة، وتوفي في 18 يوليو 1873 في سان فرانسيسكو في الولايات المتحدة. نشط حزبياً في الحزب الجمهوري.

## مناصب
- انتخب أمين صندوق الدولة [الإنجليزية]‏.
- انتخب عضو مجلس ولاية كاليفورنيا  [لغات أخرى]‏.
- انتخب عضو جمعية ولاية كاليفورنيا  [لغات أخرى]‏.
- انتخب عضو مجلس النواب الأمريكي.